# Nitrosamina

Nitrosaminas são compostos químicos cancerígenos de  estrutura química  R2N-N=O. Nitrosaminas são produzidas a partir  de nitritos e aminas. A sua formação pode ocorrer apenas sob certas condições, incluindo condições fortemente ácidas tais como a do interior do estômago humano.
O nitrito forma ácido nitroso (HNO2), que se decompõem no cátion nitrosil (N=O+) e no ânion hidroxil (OH-). O cátion nitrosil então reage com a amina produzindo nitrosamina.
Nitrosaminas são encontradas em diversos géneros alimentícios, especialmente cerveja, peixes e seus derivados, e nos derivados da carne e do queijo preservados com  conservantes de sal de nitrito (ver nitrito de sódio). Eles são formados quando a proteínas da comida reagem com os sais de nitrito no estômago. 

## Cancro
Nitrosaminas podem causar cancro em animais e humanos. Por exemplo, nitrosaminas podem ser produzidas no fumo do tabaco pela reacção da nicotina e outros compostos com nitrito no tabaco. Muitas das nitrosaminas são cancerígenas em um vasta variedade de espécies, um indício que eles podem ser cancerígenos em humanos. Mudanças subtis na estrutura das nitrosaminas produzem cancro em vários órgãos. Nitrosaminas podem ser produzidas no ser humano e em outros mamíferos sob condições ácidas existentes no estômago pela reação do nitrito e aminas secundárias, compostos que são encontrados em remédios, substâncias químicas industriais e  agrícolas. Ácido ascórbico (vitamina C) ou compostos similares (eritorbato) são adicionados ao bacon, preservando carnes e salsichas conservadas para reduzir a formação de nitrosaminas nesses alimentos.

## Usos
- Bacon frito e carnes defumadas
- leite desnatado
- Produtos a base de tabaco
- Produtos de borracha
- Pesticidas
- Certos cosméticos

### Indústria Alimentícia
O governo dos Estados Unidos estabeleceu limites na quantidade de nitritos utilizados em produtos a base de carne para diminuir os riscos de cancro na população. Há também leis obrigando à adicão de ácido ascórbico e isómeros a carnes para inibir a produção de nitritos alimentados a carne.